# Miroslav Ivan Ljubačivskij
Miroslav Ivan kardinál Ljubačivskij (24. června 1914, Dolyna – 14. prosince 2000, Lvov) byl ukrajinský řeckokatolický biskup, hlava Ukrajinské řeckokatolické církve, archeparcha lvovský a kardinál.